# Rasmus Tiller
Rasmus Tiller   (Trondheim, 28 de juliol de 1996) és un ciclista noruec, professional des del 2017. Actualment corre a l'equip Uno-X Pro Cycling Team. En el seu palmarès destaca el campionat nacional en ruta de 2017 i 2022.

## Palmarès
- 2017
  -  Campió de Noruega en ruta
- 2018
  - Vencedor d'una etapa al Gran Premi Priessnitz spa
- 2021
  - 1r a la Dwars door het Hageland
- 2022
  -  Campió de Noruega en ruta
- 2023
  - Vencedor d'una etapa a la Volta a la Gran Bretanya

### Resultats a la Volta a Espanya
- 2019. 130è de la classificació general

### Resultats al Tour de França
- 2023. 108è de la classificació general